# Schronisko w Berehach Górnych
Schronisko KTN w Berehach Górnych – nieistniejące obecnie schronisko turystyczne położone we wsi Berehy Górne w Bieszczadach na wysokości 722 m n.p.m.
Obiekt, prowadzony przez Karpackie Towarzystwo Narciarzy z siedzibą we Lwowie, znajdował się na terenie prywatnego folwarku, którego właścicielem był Władysław Serwatowski, członek KTN. Brak jest dokładnych informacji o dacie jego otwarcia, na pewno funkcjonowało w 1937 roku. Był to drewniany budynek, kryty strzechą, oferujący 10 miejsc noclegowych oraz wyżywienie.

## Szlaki turystyczne w 1936 r.
- na Połoninę Wetlińską (1253 m n.p.m.),
- na Połoninę Caryńską (1297 m n.p.m.),
- na Wielką Rawkę (1303 m n.p.m.).